# Polyscias cumingiana
Polyscias cumingiana – gatunek rośliny z rodziny araliowatych (Araliaceae). Zwykle znany jest pod nazwą P. filicifolia, jednak jest to tylko synonim gatunku P. cumingiana. Pochodzi z tropikalnych obszarów Malezji (Indonezja, Nowa Gwinea, Filipiny i Oceanii (Nowa Kaledonia).

## Klasyfikacja i nazewnictwo
- Krzew zalicza się do rzędu araliowców, rodziny araliowatych, rodzaju Polyscias, który obejmuje około 80 gatunków krzewów i drzew. Kilka z nich, w tym i P. cumingiana, jest uprawianych jako rośliny doniczkowe.
- Nazwa rodzajowa – Polyscias pochodzi z języka greckiego. Polys znaczy "wiele", natomiast scias – "cień", lub "okap drzew" (ze względu na cieniolubne właściwości tych roślin).
- Synonimy[3]: Aralia filicifolia C. Moore ex E. Fourn., Arthrophyllum pinnatum (Lam.) C. B. Clarke, Nothopanax pinnatus (Lam.) Miq., Panax pinnatus Lam., Paratropia cumingiana C. Presl, Polyscias filicifolia (C. Moore ex E. Fourn.) L. H. Bailey, Polyscias rumphiana Harms.

## Morfologia
Polyscias cumingiana jest gatunkiem silnie rosnącym. W odpowiednich warunkach – dobrym nasłonecznieniu, ciepłym klimacie oraz na urodzajnym podłożu – roślina potrafi szybko dorosnąć do 1–1,5 m. wysokości. Jaskrawo zielone liście są wielokrotnie pierzastodzielne, osiągają do 30 cm. długości. Główne nerwy młodych liści są czerwonawo zabarwione. Kwiaty są drobne, zielonkawe, zebrane w szczytowe baldachy. Łodygi młodych okazów są miękkie i zielone, po upływie roku drewnieją. W tym czasie roślina rozgałęzia się i przybiera bujny pokrój.

## Zastosowanie
W krajach o tropikalnym klimacie (strefy mrozoodporności 11-12) ta szybko rosnąca roślina jest uprawiana jako roślina ogrodowa, jest również stosowana na formowane żywopłoty. W Polsce jest uprawiana jako roślina pokojowa. Jej walorami ozdobnymi są paprotkowate liście. 

## Uprawa
Pielęgnacja
Rzeczą bardzo ważną jest, by roślina zachowała równomierny, zwarty pokrój. W tym celu należy regularnie obracać ją w stronę światła oraz przycinać wiosną, lub latem. Zagrożeniem są miejsce o suchym powietrzu, ponieważ w środowisku takim rozwijają się przędziorki, które mogą spowodować u krzewu porażenie.
Polyscias potrzebuje dużej donicy, ponieważ jest to roślina wymagająca obfitego podlewania w okresie wegetacyjnym. Podlewać należy regularnie, ze względu na dużą masę liści (roślina traci wiele wody przez transpirację). Jesienią nawadnianie trzeba ograniczyć, natomiast zimą należy dostarczać tylko tyle wody, by zapobiec wyschnięciu podłoża. Usuwać można, wyrastające na łodydze, pędy boczne, co spowoduje nadanie roślinie odpowiedniej formy piennej.
Araliowca przesadzać można co roku – wiosną, używając w tym celu doniczki o rozmiar większej. Podłoże można przy tym użyźniać korzystając z ziemi kompostowej. Starszym okazom wymieniać można górną warstwę podłoża. Podczas sezonu wegetacyjnego zalecane jest wzmacnianie rośliny nawozem płynnym przy podlewaniu. Polyscias cumingiana rośnie najlepiej przy temperaturze powyżej 20 °C, toleruje jednak (przez krótkie okresy) niewielkie jej spadki. 
Rozmnażanie
W maju, najczęściej, poprzez pobranie sadzonek z bocznych pędów. Wybiera się krótkie, dojrzałe pędy z 2-4 liśćmi, które są ucinane i następnie umieszczane w ukorzeniaczu. Sadzonki można sadzić pojedynczo w doniczkach z równych ilości torfu i piasku, lub perlit u i ukorzeniać w temperaturze 22-27 ° C. O zakończeniu procesu ukorzeniania będzie świadczyć pojawienie się nowych przyrostów po 3-4 tygodniach. Latem sadzonki można przesadzić do doniczek z ziemią kompostową.